# 羅賓·克納
羅賓·M·克納（英語：Robin M. Canup，1968年11月20日—）是一名美國天體物理學家。她於杜克大學取得理學學士的學位，並在科羅拉多大學波德分校取得博士學位。她主要的研究領域涉及行星和衛星的起源。在2003年，她獲頒哈羅德·C·尤里獎。在2022年4月，羅賓·克納擔任調查指導委員會的聯合主席，與菲力浦·克里斯藤森一起介紹了行星科學十年調查的結果。
克納為眾所周知的研究是基於巨大撞擊假說，並涉及有關建模測試，模擬行星實際上是如何的碰撞。克納認為地球和月球形成於兩個行星結構體的大規模碰撞，每個個體都大於火星，並且是再碰撞才形成現在我們所謂的地球；而且再碰撞之後，包圍在地球附近的物質結合起來，形成了月球。她寫了一本關於地球和月球起源的書。克納還出版了描述冥王星和冥衛一起源於巨大撞擊的研究。
克納也是有才能（學識淵博）的芭蕾舞者，並且在完成她的論文一週後，擔任博爾德芭蕾舞團維妮（Coppélia）劇中的主角。

## 書目提要
- . Robin M. Canup, Kevin Righter (eds.) 2nd. Tucson : Houston: University of Arizona Press. 2000-11-01. ISBN 978-0-8165-2073-2.
- National Research Council (various). . National Academies Press. 2010. ISBN 9780309149686. (member of Space Studies board)

## 外部連結
- Vimeo上的NAS Research Briefings: Robin M. Canup - Formation of Planetary Moons from National Academy of Sciences